# Pretiglien
| Indeling van het Pleistoceen                                                                                             | Indeling van het Pleistoceen | Indeling van het Pleistoceen | Indeling van het Pleistoceen | Indeling van het Pleistoceen | Indeling van het Pleistoceen |
| Internationaal | Internationaal               | Internationaal               | Noordwest-Europa             | Noordwest-Europa             | Noordwest-Europa             |
| Serie | Subserie                     | Etage                        | Super-etage                  | Etage                        | Tijd (Ma)                    |
| --- | ---------------------------- | ---------------------------- | ---------------------------- | ---------------------------- | ---------------------------- |
| Holoceen | Vroeg                        | Greenlandien                 | Holoceen                     | Holoceen                     | jonger                       |
| Pleistoceen | Laat                         | (onbenoemd)                  | (onbenoemd)                  | Weichselien                  | 0,116 - 0,0117               |
| Pleistoceen | Laat                         | (onbenoemd)                  | (onbenoemd)                  | Eemien                       | 0,126 - 0,116                |
| Pleistoceen | Midden                       | Chibaien                     | (onbenoemd)                  | Saalien                      | 0,238 - 0,126                |
| Pleistoceen | Midden                       | Chibaien                     | (onbenoemd)                  | Oostermeer                   | 0,243 - 0,238                |
| Pleistoceen | Midden                       | Chibaien                     | (onbenoemd)                  | (onbenoemd)                  | 0,324 - 0,243                |
| Pleistoceen | Midden                       | Chibaien                     | (onbenoemd)                  | Belvédère                    | 0,338 - 0,324                |
| Pleistoceen | Midden                       | Chibaien                     | (onbenoemd)                  | (onbenoemd)                  | 0,386 - 0,338                |
| Pleistoceen | Midden                       | Chibaien                     | (onbenoemd)                  | Holsteinien                  | 0,418 - 0,386                |
| Pleistoceen | Midden                       | Chibaien                     | (onbenoemd)                  | Elsterien                    | 0,465 - 0,418                |
| Pleistoceen | Midden                       | Chibaien                     | Cromerien                    | diverse etages               | 0,850 - 0,465                |
| Pleistoceen | Vroeg                        | Calabrien                    | Cromerien                    | diverse etages               | 0,850 - 0,465                |
| Pleistoceen | Vroeg                        | Calabrien                    | Bavelien                     | diverse etages               | 1,07 - 0,85                  |
| Pleistoceen | Vroeg                        | Calabrien                    | Menapien                     | diverse etages               | 1,20 - 1,07                  |
| Pleistoceen | Vroeg                        | Calabrien                    | Waalien                      | diverse etages               | 1,45 - 1,20                  |
| Pleistoceen | Vroeg                        | Calabrien                    | Eburonien                    | diverse etages               | 1,80 - 1,45                  |
| Pleistoceen | Vroeg                        | Gelasien                     | Tiglien                      | diverse etages               | 2,40 - 1,80                  |
| Pleistoceen | Vroeg                        | Gelasien                     | Pretiglien                   | diverse etages               | 2,58 - 2,40                  |
| Plioceen |                              | Piacenzien                   | Reuverien                    |                              | ouder                        |
| Tabel 1 - Indeling van het Pleistoceen Blauwe vakken: Glaciaal of Stadiaal - Roze vakken: Interglaciaal of Interstadiaal |                              |                              |                              |                              |                              |

Het geologisch tijdvak Pretiglien (Vlaams: Pretigliaan) is de onderste/vroegste super-etage van de serie Pleistoceen (tabel 1). De ondergrens van het Pretiglien is daarmee tevens de basis van het Kwartair. Het Pretiglien duurde van 2,58 tot 2,40 Ma. Het komt na/op het pliocene Reuverien en na het Pretiglien volgt het Tiglien. De oorspronkelijke schrijfwijze die gebruikt is bij de introductie luidt 'Praetiglien'. Hoewel dit eigenlijk de juiste schrijfwijze zou zijn, wordt meestal 'Pretiglien' gebruikt. Het Pretiglien omvat verscheidene koude en warme etages.

## Historie, definitie en naamgeving
De historie van de stratigrafische term 'Pretiglien' is complex en kan hier niet volledig weergegeven worden. Er wordt volstaan met het aanstippen van de belangrijkste punten.
Het Pretiglien is genoemd naar het Tiglien om er een periode mee aan te duiden die aan het Tiglien voorafging maar niet tot het Plioceen behoorde (Het Tiglien werd genoemd naar de Limburgse plaats Tegelen). Oorspronkelijk werd het Pretiglien niet uit hetzelfde gebied als het Tiglien beschreven maar uit de provincie Zeeland.
| Super-etage                            | Etage           | M.I.S. | Tijd geleden (Ma) |
| -------------------------------------- | --------------- | ------ | ----------------- |
| Pretiglien                             | KOUD, onbenoemd | 96     | - 2,40            |
| Pretiglien                             | WARM, onbenoemd | 97     |                   |
| Pretiglien                             | KOUD, onbenoemd | 98     |                   |
| Pretiglien                             | WARM, onbenoemd | 99     |                   |
| Pretiglien                             | KOUD, onbenoemd | 100    | 2,58 -            |
| Tabel 2 - Etages binnen het Pretiglien |                 |        |                   |

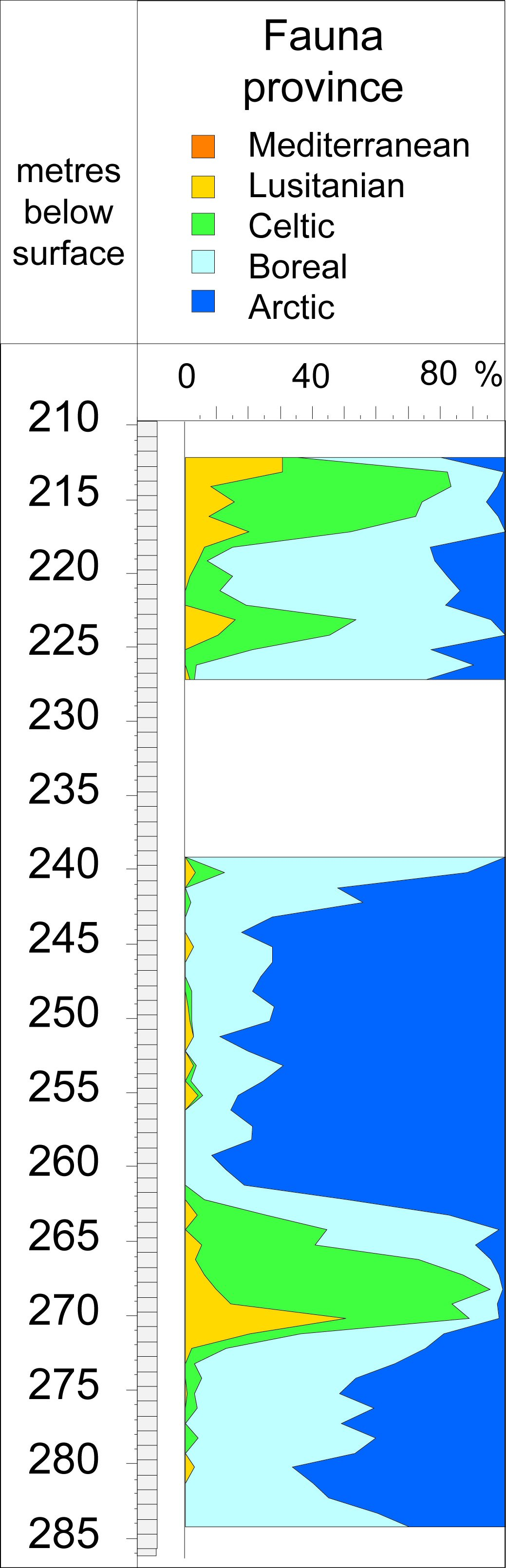
'Boring Noordwijk; Mariene moluskenfauna's uit het Pretiglien; Uit het verloop van de klimaatgroepen blijken hier binnen het Pretiglien twee koude en twee warme perioden aanwezig te zijn; Deze afbeelding geeft alleen de jongste drie etages in het onderste deel van het diagram'

De super-etage werd in 1948 door Van der Vlerk als volgt geïntroduceerd om de zogenoemde zwarte bottenfauna uit de Oosterschelde in de tijd te kunnen plaatsen:
"The deposit of the ‘black bones’ found in the Eastern Scheldt (Van der Vlerk 1938) is characterized by the presence of the first elephants in this district: Archidiskodon planifrons (Schreuder, 1944), accompanied by Anancus arvernensis, Cervus falconeri and a walrus, Tricherus huxleyi. The presence of the walrus makes it probable that this fauna lived after the warm Reuverian times. The ash percentage of these bones seemed to be higher than that of all other Cainozoic bones found in the southern part of Holland (Van der Vlerk, 1938). This fauna therefore must be older than the fauna of Tegelen. Again, the animals must have lived after the Reuverian and before the Tiglian, during an age which I propose to call the Praetiglian, which is equivalent to the Butleyan stage of the East Anglian crags and the marine Amstelian of the Netherlands"
Hoewel hiermee het Pretiglien officieel geïntroduceerd werd, is deze introductie nauwelijks als geldig te beschouwen omdat deze op geen enkele wijze aan de daarvoor geldende regels voldoet. Daarnaast zijn de genoemde zoogdierfossielen nooit in situ in de ondergrond van de Oosterschelde aangetroffen. Het zijn losse door vissers opgeviste vondsten waarvan afgaande op kleur, dichtheid, veronderstelde ouderdom, etc. werd aangenomen dat zij uit dezelfde laag afkomstig waren. Een dergelijke laag is echter nooit aangetoond en veel waarschijnlijker is (gezien de geologie van de Oosterschelde) dat de botten uit hun oorspronkelijke context gespoeld zijn en bij elkaar gespoeld terecht zijn gekomen in jongere afzettingen (dat wil zeggen geremanieerd zijn). Merkwaardig is dat het Pretiglien geïntroduceerd werd in de tijd dat het begrip 'Amstelien' (zie onder) nog in gebruik was. Men ging er op dat ogenblik van uit dat beide perioden in tijd niet geheel samenvielen.
Ondanks de gebrekkige introductie, was het Pretiglien heel nuttig want het verklaarde de enorme verandering in de flora tussen de lagen van Reuver en Tegelen. Deze verandering kon eigenlijk niet anders dan aan een grote klimaatverandering toegeschreven worden en het postuleren van een koude periode tussen de fossiele flora's van Reuver en Tegelen paste in dat beeld. Het Pretiglien als koude periode werd al direct in 1950 door de palynoloog Florschütz overgenomen.
De flora en fauna van Pretiglien en Amstelien werd door Van der Vlerk & Florschütz in hun belangrijke populair-wetenschappelijke werk 'Nederland in het IJstijdvak' en iets later in een wetenschappelijk verhaal uitgebreid besproken, echter volgens thans volledig achterhaalde standpunten.
In 1960 onderzocht Zagwijn een grondboring bij Meinweg in Limburg. In deze boring trof hij een afzetting aan uit een periode met een klimaat dat hij op palynologische gronden koud interpreteerde (De pollenassociaties worden echter door anderen als kenmerkend voor droogte beschouwd, en wijzen volgens hen niet noodzakelijkerwijs op koude!). Deze afzetting lag op andere afzettingen die hij eveneens op palynologische gronden in het Boven Plioceen plaatste (Reuverien). Zagwijn trok de conclusie dat dit de eerste koude periode na het Plioceen was en dat deze periode daarom het Pretiglien moest zijn. Of dit een terechte conclusie was is nog steeds niet helemaal duidelijk, maar terecht of niet, boring Meinweg is sindsdien als het stratotype van het Pretiglien beschouwd.
Uit zeer veel ander onderzoek is komen vast te staan dat tussen het Tiglien en het Reuverien gedurende enkele tienduizenden jaren inderdaad een behoorlijk koud klimaat geheerst heeft. Men kan deze periode als Pretiglien aanduiden.
Aan de basis van de Nederlandse Vroeg Pleistocene afzettingen treden arctische mariene molluskenfauna's op die behoren tot de Zone van Serripes groenlandicus en Yoldia lanceolata. Deze zone wordt als een uiting van het Pretiglien gezien. Vergelijkbare fauna's zijn al 150 jaar uit East Anglia (Engeland) bekend en gaven later in Nederland aanleiding tot de introductie van het Amstelien.
In een multidisciplinair onderzoek konden Meijer et al. in 2006 aantonen dat mariene sedimenten uit de Formatie van Maassluis waarvan de molluskenfauna's tot de Zone van Serripes groenlandicus en Yoldia lanceolata behoorden, afgezet bleken te zijn tijdens meerdere koude en warme perioden. Hiermee bleek het Pretiglien een complexe periode, een super-etage. Het was ook mogelijk deze perioden te correleren met de 'stages' MIS 96 tot en met MIS 99 uit de mariene isotopen stratigrafie.

## Relaties met andere eenheden
- Het Amstelien, genoemd naar de rivier de Amstel, is een niet meer gebruikte naam voor dezelfde periode. Het Amstelien werd gedefinieerd in mariene afzettingen in een boring bij Diemerbrug.
- De mollusken biozone Zone van Serripes groenlandicus en Yoldia lanceolata valt voor een groot deel binnen het Pretiglien.
- Pretiglien en Tiglien komen samen min of meer overeen met het Italiaanse Gelasian.